# Playa Grande
Playa Grande és un balneari i una extensió de la localitat de Piriápolis, al sud de l'Uruguai. Es troba sobre la ruta 10 i limita amb la ciutat al sud-est, amb un petit rierol com a frontera natural, i al nord limita amb el balneari de Playa Hermosa.

## Població
Segons les dades del cens de 2004, Playa Grande tenia una població aproximada de 715 habitants i comptava amb 990 habitatges.
| Any  | Població |
| ---- | -------- |
| 1963 | 173      |
| 1975 | 226      |
| 1985 | 300      |
| 1996 | 569      |
| 2004 | 715      |